# 湯徫掄
湯徫掄，BBS，MH，JP（1959年2月22日—），原名湯偉倫，香港註冊中醫師、香港羽毛球總會主席、中國香港體育協會暨奧林匹克委員會副會長、旅港三水同鄉會副會長與香港佛山工商聯會名譽會長。他現時為香港孔教學院常務副院長
和孔教學院大成小學校監。另外，亦是香港學界體育聯會副贊助人、佳成染料有限公司以及勤湧置業按揭有限公司董事。

## 背景

### 就學與涉足教育界
湯徫掄祖籍廣東三水，生於香港，為香港孔教學院院長、染料商人湯恩佳之長子（由湯恩佳第一任妻子所生）。他早年居住在九龍深水埗福榮街和旺角通菜街舊樓，1965年畢業於界限街171號玫瑰英文學校暨幼稚園（幼稚園部），1977年畢業於喇沙書院，在校時與眼科專科醫生劉瑞周、培力控股創辦人陳宇齡、和富社會企業會長李宗德及香港大學校務委員會前委員兼前香港律師會會長黃嘉純為同學。他之後於1978年至1980年在美國加州州立大學弗雷斯諾分校修讀工商管理學學士，1980年至1982年轉到加州大學柏克萊分校完成相關學位，再於香港城市大學修讀專業會計學深造證書。1996年，湯徫掄接任孔教學院三樂周𠖳桅學校校監，其後轉任孔教學院大成小學校監至今。此外，他是三水同鄉會禤景榮學校法團校董會的現任辦學團體校董。

### 事業發展
湯徫掄於1982年起擔任永利保貿易有限公司董事總經理、佳成染料有限公司、勤湧置業按揭有限公司、寶獲利企業有限公司、大寶山企業有限公司以及佳忠化工貨倉有限公司總經理兼執行董事，1986年起創立佳成礦產有限公司。此前，他於1985年擔任保良局總理，同期亦是喇沙書院舊生會副會長，1988年獲選為保良局副主席及香港中華業餘游泳聯會副會長。
1998年，湯徫掄與其父湯恩佳、香港報業公會已故名譽會長岑才生、香港發明家袁仕傑、香港中文大學中文系退休教授梁沛錦、港九潮州公會馬松深中學前校長徐守滬及孔教學院何郭佩珍中學前校長李碧華獲推選擔任第一屆立法會選舉委員會宗教界別（孔教）的代表委員。湯徫掄本身是一名註冊中醫師。他於醫學界以外還擔任一些公職，主要與香港體育事務發展有關。他自2004年起擔任香港羽毛球總會主席，並於同年成為中國香港體育協會暨奧林匹克委員會（港協暨奧委會）副會長。但其當選一事惹來外界對港協暨奧委會領導層長期被「世襲」壟斷的批評。及後在2003年，湯氏加入體育委員會轄下社區體育事務委員會，並於2011年出任該委員會主席至今。他又曾在2006年香港選舉委員會界別分組選舉中自動當選成為體育、演藝、文化及出版界的委員，可於2007年香港行政長官選舉投票。自2009年起，湯徫掄擔任香港特別行政區政府體育委員會成員。而在2013年、2015年及2017年舉辦的第四屆、第五屆及第六屆全港運動會，他都一直籌備委員會主席。至2017年，湯氏在2017年香港特別行政區行政長官選舉舉行前以體育小組選委身分提名林鄭月娥參選行政長官選舉。

### 政府授勳
湯徫掄於2003年獲香港特別行政區政府頒授榮譽勳章，以表揚他致力推廣及發展羽毛球運動
。後於2012年獲特區政府委任為太平紳士。又於2016年獲頒授銅紫荊星章。

## 個人生活
湯徫掄於1986年結婚，其妻是電影業商人關志堅的長女。

## 參與節目
- 2019年：《流行都市》（8月22日）

## 外部連結
- 孔教學院80周年慶 湯徫掄主禮致辭，香港文匯報，2011年1月4日
- 各公務委員會及其他名表: 香港特別行政區獲授勳及嘉獎人士 （页面存档备份，存于）
- 【特首選舉】選委之爭：體育、演藝、文化及出版界名單一覽，香港01，2016年12月31日